# Athetis nephrosticta
Athetis nephrosticta là một loài bướm đêm trong họ Noctuidae.